# Ludres
Ludres é uma comuna francesa na região administrativa de Grande Leste, no departamento de Meurthe-et-Moselle. Estende-se por uma área de 8,18 km². Em 2010 a comuna tinha 6 223 habitantes (densidade: 760,8 hab./km²).

## Cidades-irmãs
- Furth im Wald, Alemanha
- Furth bei Göttweig, Áustria
- Domažlice, República Checa